# مديرية يافع

تعديل مصدري - تعديل

مديرية يافع إحدى مديريات محافظة لحج في اليمن. بلغ عدد سكانها 75014 نسمة عام 2004.
تقع مديرية يافع في جنوب الجمهورية اليمنية (شمال شرق عدن) بين خطي طول 45-46 وخطي عرض 13-14 يحدها من الجنوب ساحل البحر ومن الشمال محافظة البيضاء ومن الشرق مديرية لودر(مكيراس) ومن الغرب الضالع ومديرية حالمين وقبائل مديرية بني ضبيان وبشكل عام تمثل الجهة الغربية لمحافظة أبين والجهة الشمالية الشرقية لمحافظة لحج.

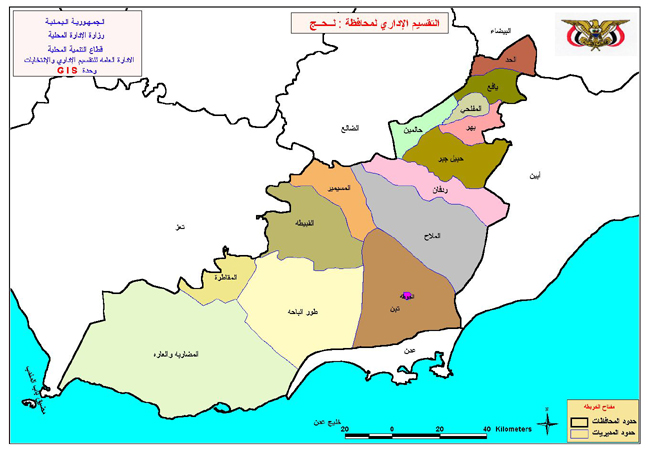
موقع مديرية يافع في محافظة لحج